# Алберто Гранадо
Алберто Гранадо (на испански: Alberto Granado) е кубински лекар, учен и писател от аржентински произход.
Учи биохимия, фармация и други науки. Известен е най-вече с пътуванията си съвместно с Ернесто Че Гевара по цяла Латинска Америка. Основател е на Медицинското училище в Сантяго, Куба. Автор е на книгата „Пътуване с Че Гевара: създаването на един революционер“. Книгата служи като източник за филма „Мотоциклетни дневници“ (2004).
За първи път се среща с Че Гевара през 1941 г., когато семейството на Че се мести да живее в Кордова заради по-благоприятния за астмата на Че климат. През 1943 г. участва в политически протести против Хуан Перон, за което лежи в затвора една година. Между 1947 и 1951 г. завършва образованието си и получава магистърска степен по биохимия в Буенос Айрес.
Между 29 декември 1951 и юли 1952 г. Гранадо обикаля Латинска Америка на любимия си мотоциклет Norton 500cc, наречен гальовно и хумористично от него Poderosa II (означаващо „мощният“, докато в действителност моторът се разваля често и съвсем не е мощен). Той извършва пътуванията със своя добър приятел Че Гевара. И двамата водят дневници. Алберто Гранадо е на 30, а Ернесто – на 24 години. По целия континент, където преминават, те стават свидетели на бедност и социална несправедливост. До голяма степен тези наблюдения и впечатления формират бъдещия революционер Че Гевара. И двамата остават известно време в санаториума за прокажени в Сан Пабло, Перу.
Пътуването за Гранадо свършва в Каракас, Венецуела, където остава на работа, докато Че заминава за Маями и оттам за Буенос Айрес, за да завърши следването си по медицина.
През 1960 г. Гранадо посещава Куба за първи път по покана на Че. Година по-късно се мести там за постоянно заедно със семейството си и става професор по биохимия в Университета на Хавана. През 1962 г. основава Медицинския факултет в Университета в Сантяго де Куба. След това се отдава на изследвания в областта на генетиката.
През 2003 г. от печат излиза неговата книга „Пътуване с Че Гевара: създаването на един революционер“.
Умира на 88-годишна възраст на 5 март 2011 г.